# Nicolás Jarry
Nicolás Jarry Fillol (ur. 11 października 1995 w Santiago) – chilijski tenisista, reprezentant kraju w Pucharze Davisa.

## Kariera tenisowa
Zawodowym tenisistą jest od 2014 roku.
Jarry jest zwycięzcą dwóch turniejów o randze ATP Tour w konkurencji gry pojedynczej i dwóch w grze podwójnej. Dodatkowo przegrał dwa finały w singlu.
Od 2013 jest reprezentantem Chile w Pucharze Davisa. W 2015 zdobył złoty medal podczas igrzysk panamerykańskich w Toronto w zawodach deblowych, a w 2019 zwyciężył w rozgrywkach mikstowych podczas igrzysk panamerykańskich w Limie.
W połowie stycznia 2020 został ukarany zawieszeniem na jedenaście miesięcy od gry w tenisa za wykrycie w organizmie ligandrolu i stanozololu. Próbki pobrano w listopadzie 2019 po meczach o Puchar Davisa.
W rankingu gry pojedynczej Jarry najwyżej był na 24. miejscu (21 sierpnia 2023), a w klasyfikacji gry podwójnej na 40. pozycji (18 marca 2019).

### Finały w turniejach ATP Tour
| Legenda                                      |
| -------------------------------------------- |
| Wielki Szlem                                 |
| Igrzyska olimpijskie                         |
| Tennis Masters Cup / ATP Finals              |
| ATP Masters Series / ATP Tour Masters 1000   |
| ATP International Series Gold / ATP Tour 500 |
| ATP International Series / ATP Tour 250      |

#### Gra pojedyncza (2–2)
| Końcowy wynik | Nr | Data          | Turniej   | Nawierzchnia | Przeciwnik              | Wynik finału        |
| ------------- | -- | ------------- | --------- | ------------ | ----------------------- | ------------------- |
| Finalista     | 1. | 4 marca 2018  | São Paulo | Ceglana      | Fabio Fognini           | 6:1, 1:6, 4:6       |
| Finalista     | 2. | 25 maja 2019  | Genewa    | Ceglana      | Alexander Zverev        | 3:6, 6:3, 6:7(8)    |
| Zwycięzca     | 1. | 21 lipca 2019 | Båstad    | Ceglana      | Juan Ignacio Londero    | 7:6(7), 6:4         |
| Zwycięzca     | 2. | 5 marca 2023  | Santiago  | Ceglana      | Tomás Martín Etcheverry | 6:7(5), 7:6(5), 6:2 |

#### Gra podwójna (2–0)
| Końcowy wynik | Nr | Data           | Turniej        | Nawierzchnia | Partner                 | Przeciwnicy                         | Wynik finału      |
| ------------- | -- | -------------- | -------------- | ------------ | ----------------------- | ----------------------------------- | ----------------- |
| Zwycięzca     | 1. | 11 lutego 2018 | Quito          | Ceglana      | Hans Podlipnik-Castillo | Austin Krajicek Jackson Withrow     | 7:6(6), 6:3       |
| Zwycięzca     | 2. | 24 lutego 2019 | Rio de Janerio | Ceglana      | Máximo González         | Thomaz Bellucci Rogério Dutra Silva | 6:7(3), 6:3, 10–7 |